# رونی مارکوس
رونی مارکوس (انگلیسی: Ronny Marcos؛ زادهٔ ۱ اکتبر ۱۹۹۳) بازیکن فوتبال اهل آلمان است.
از باشگاه‌هایی که در آن بازی کرده‌است می‌توان به باشگاه فوتبال گروتر فورث، باشگاه فوتبال هانزا روستوک، و باشگاه فوتبال هامبورگ اشاره کرد.
وی همچنین در تیم ملی فوتبال موزامبیک بازی کرده‌است.